# Dagmar Honsová
Dagmar Honsová (* 1. září 1980 Praha) je česká konzultantka a hlasatelka zpráv o počasí.

## Život
Absolvovala Českou zemědělskou univerzitu v Praze (ČZU) a v průběhu studia se specializovala na biometeorologii. Její jméno na veřejnost proniklo díky televizním zprávám a novinovým článkům s tematikou počasí. Zprávy o počasí hlásí na vysílání kabelové televize MeteoTV. Publikuje vědecké články se zaměřením na klimatické změny a trvalé travní porosty. Na ČZU působí dva dny v týdnu na Katedře agroekologie a biometeorologie. Někteří odborní meteorologové ji za kolegyni nepovažují z toho důvodu, že meteorologii nevystudovala a bývá jimi kritizována pro nespolehlivost předpovědí. Jejím manželem je hydrolog Jan Daňhelka z Českého hydrometeorologického ústavu, se kterým má dvě dcery.